# Вангснесс, Кирстен
Кирстен Симон Вангснесс (англ. Kirsten Simone Vangsness; род. 7 июля 1972) — американская актриса. Наибольшую известность ей принесла роль Пенелопы Гарсия в сериале «Мыслить как преступник» (2005 — 2020).

## Жизнь и карьера
Вангснесс родилась в Пасадине, штат Калифорния, и окончила университет штата Калифорния. Её предками были выходцы из Норвегии. Она появилась в нескольких любительских постановках, прежде чем начала свою карьеру на телевидении.
Вангснесс наиболее известна по своей роли штатного программиста Пенелопы Гарсия сериале «Мыслить как преступник». Она сыграла эту роль в его спин-оффах «Мыслить как преступник: Поведение подозреваемого» и «Мыслить как преступник: За границей».
Вангснесс — квир. С 2006 по 2013 год она встречалась с монтажёром Мелани Гольдштейн. В ноябре 2015 года стало известно, что Вангснесс помолвлена с Китом Хэнсоном.

## Фильмография
| Год       |     | Русское название                                 | Оригинальное название               | Роль               |
| --------- | --- | ------------------------------------------------ | ----------------------------------- | ------------------ |
| 1998      | кор |                                                  | Sometimes Santa's Gotta Get Whacked | Tooth Fairy        |
| 2004      | с   | Фил из будущего                                  | Phil of the Future                  | Вероника           |
| 2004      | с   |                                                  | LAX                                 | кассир/Стефани     |
| 2005—2020 | с   | Мыслить как преступник                           | Criminal Minds                      | Пенелопа Гарсия    |
| 2006      | ф   | Преуспевающие люди                               | A-List                              | Блю                |
| 2008      | кор |                                                  | Tranny McGuyver                     | Репортёр           |
| 2009      | ф   | Крик бикини                                      | Scream of the Bikini                | декоратор          |
| 2010—2012 | с   |                                                  | Pretty the Series                   | Мередит            |
| 2010      | ф   | Опасные сны                                      | In My Sleep                         | Мэдж               |
| 2011      | с   | Мыслить как преступник: Поведение подозреваемого | Criminal Minds: Suspect Behavior    | Пенелопа Гарсия    |
| 2011      | ф   | Чикаго 8                                         | The Chicago 8                       | художница          |
| 2011      | с   |                                                  | Shelf Life                          | Freaky Squeaky     |
| 2011      | кор |                                                  | Sarina's Song                       | гость на вечеринке |
| 2011—2013 | с   |                                                  | Good Job, Thanks!                   | терапевт           |
| 2012      | кор |                                                  | Remember to Breathe                 | голос молодой Элис |
| 2015      | ф   | Убей меня беспощадно                             | Kill Me, Deadly                     | Мона Ливингстон    |
| 2016      | с   | Мыслить как преступник: За границей              | Criminal Minds: Beyond Borders      | Пенелопа Гарсия    |
| 2016      | ф   |                                                  | Diani & Devine Meet the Apocalypse  | Fawn               |
| 2017      | ф   | Дэйв сделал лабиринт                             | Dave Made a Maze                    | Джейн              |